# Tsyklon-2
Tsyklon-2 är en Ukrainsk raket utvecklad under Sovjettiden. Raketen är baserad på den sovjetiska interkontinentala ballistiska roboten R-36 och flög första gången den 6 augusti 1969. Av totalt 106 uppskjutningar misslyckades endast en, detta gör raketen till en av världens mest tillförlitliga.